# Mount Fitzsimmons
Mount Fitzsimmons är ett berg i Antarktis. Det ligger i Västantarktis. Nya Zeeland gör anspråk på området. Toppen på Mount Fitzsimmons är 1 066 meter över havet.
Terrängen runt Mount Fitzsimmons är huvudsakligen lite kuperad. Mount Fitzsimmons är den högsta punkten i trakten. Trakten är obefolkad. Det finns inga samhällen i närheten. 